# The Cheerful Insanity of Giles, Giles and Fripp
The Cheerful Insanity of Giles, Giles and Fripp (с англ. — «Весёлое безумство Джайлза, Джайлза и Фриппа») — единственная долгоиграющая пластинка недолговечного проекта Giles, Giles and Fripp, вышедшая в апреле 1968 года на лейбле Deram Records.

## Об альбоме
Альбом исполнен в необычном стиле, представляющем собой смесь поп-музыки, психоделического рока, фолка, а также с элементами классики и джаза. Достаточно мелодичные композиции альбома чередуются с короткими рассказами, представляющими собой части «Саги о Родни Тоуди» — толстом некрасивом мальчике, страдающем от чувства собственной неполноценности на первой стороне, и абсурдного текста «Просто Джордж» на второй стороне.

По любым меркам The Cheerful Insanity of Giles, Giles & Fripp — один из самых эклектичных альбомов психоделического рока конца 60-х. Альбом был первоначально выпущен в сентябре 1968 года на дочерней компании Decca Records Deram, чьи релизы были нацелены специально на рынок альтернативного или прогрессивного рока. Тем не менее, этот диск далек от того типа материала, который выпускали другие артисты на этом лейбле <...> В музыкальном плане Giles, Giles & Fripp совершенно не похожи ни на что до или после. Опираясь на народную, классическую музыку, поп-музыку и даже духовную музыку, каждый трек приносит новые впечатления от прослушивания.

Альбом не имел ни коммерческого успеха, ни признания у музыкальных критиков (в одной критической статье группу назвали «одной из миллиона», перефразировав название одной из песен: «One in a Million»). По словам Роберта Фриппа: «Мы оказались неспособны ни родить слона, ни найти хотя бы один ангажемент. Всемирная продажа альбома за первый год составила менее 600 штук. Мой первый бюллетень об авторском вознаграждении тупо показал продажи в Канаде — 40 штук и в Швеции — 1 штука».
Интерес к этому альбому, как и ко всему творчеству группы Giles, Giles and Fripp, появился позднее, после шумного успеха King Crimson.
Альбом переиздавался на компакт-дисках, по крайней мере четыре раза. Первый раз в Японии без  дополнительных треков. Затем лейблом Deram Records в США и Великобритании с добавлением бонус-треков, составленных из синглов и ранее не издававшихся записей. Последующее японское переиздание в бумажном конверте содержало бонус-треки, а также дополнительный конверт с альтернативной обложкой американского издания. Самая последняя версия, выпущенная лейблом Eclectic Discs, имеет те же бонус-треки, что и издание Deram Records.

## Композиции
Сторона 1. The Saga of Rodney Toady (Роберт Фрипп)
1. Northmeadow (Питер Джайлз) — 2:29
2. Newly-weds (Питер Джайлз) — 2:07
3. One in a Million (Майкл Джайлз) — 2:25
4. Call Tomorrow (Питер Джайлз) — 2:31
5. Digging My Lawn (Питер Джайлз) — 1:50
6. Little Children (Роберт Фрипп) — 2:48
7. The Crukster (Майкл Джайлз) — 1:35
8. Thursday Morning (Майкл Джайлз) — 2:50

Сторона 2. Just George (Майкл Джайлз)
1. How Do They Know (Майкл Джайлз) — 2:14
2. Elephant Song (Майкл Джайлз) — 3:15
3. The Sun is Shining (Майкл Джайлз) — 3:06
4. Suite No. 1 (Роберт Фрипп) — 5:33
5. Erudite Eyes (Роберт Фрипп) — 5:05

бонус-треки на издании 1992 года
1. «She Is Loaded» — 3:11
2. «Under the Sky» — 4:01
3. «One in a Million» (mono single) — 2:25
4. «Newly-Weds» (mono single) — 2:44
5. «Thursday Morning» (mono single) — 2:57
6. «Thursday Morning» (stereo single) — 2:57

## Участники записи
Giles, Giles & Fripp
- Роберт Фрипп — гитары, меллотрон[5], художественное чтение
- Питер Джайлз — бас-гитара, основной (треки 2, 4, 5, 12, 14) и бэк-вокал
- Майкл Джайлз — ударные, перкуссия, основной (треки 1–3, 6–14) и бэк-вокал, художественное чтение

приглашённые музыканты
- Тед Баркер, Клифф Харди: тромбон
- Рэймонд Коэн, Gerry Fields, Kelly Isaccs, Boris Pecker, William Reid, G. Salisbury: скрипка
- Джон Коуллинг, Ребекка Паттен — виола
- Alan Ford, Charles Tunnell  — виолончель
- Айвор Рэймонд — аранжировка струнных
- The Breakaways[англ.] — бэк-вокал
- Майк Хилл, Ники Хопкинс — клавишные